# Кармин (дует)
„Кармин“ е американски поп дует, състоящ се от Ейми Хайдеман (родена на 29 април 1986) и Ник Луи Нунан (роден на 27 април 1986).
Те са най-известни с песента си Brokenhearted, която достига до топ 20 в САЩ и в топ 10 в Австралия, Нова Зеландия и Великобритания, както и песента „Hello“, който достигна номер 1 в Billboard Dance Chart в САЩ. Дотогава те са известни главно с кавърите си на Крис Браун – „Look at Me Now“ и Ники Минаж – „Super Bass“. Тяхната оригинална песен „Take It Away“ е била използвана в клипа за промоция на финалите в НБА през 2011 г.2011 NBA Finals.

## Ранен живот и начало на кариера
Ейми Хайдеман и Ник Нунан се срещат по време на посещението на „Berklee College of Music“ in Бостън. Хайдеман завършива образованието си в „Seward High School“ in Небраска. Нунан завършва своето образование в „Old Town High School“ в Мейн, където той е бил член на концертна група и джаз ансамбъл. Те издават първото си EP, Inside Out, in May 2010, през май 2010, както и се сгодяват по-късно същата година. Ангажират се с публичен концерт в бар цяла Азия, същото лято <Karmic Booking Calendar>
Популярността на дуета нараства от появата им в дневно телевизионно шоу The Ellen DeGeneres Show както и от появата им в Ютуб, постигайки повече от 200 милиона гледания. Дуета набират популярност, след като са обсъждани в reddit. и тяхното видео „Look at Me Now“ e публикувано в блога на Ryan Seacrest.
Те се появявт на BET Awards през 2011 г., пеейки кавърите си по време на рекламните паузи.

## 2011 – 2012: „Hello“ и търговският пробив
След дълго очакване и много спекулации относно подписването на Karmin с лейбъл, групата обяви на 2 юни 2011 г., че са подписали с голяма звукозаписна компания. Доклад на вътрешен за индустрията източник потвърждава че групата е подписала с Epic Records като част от завръщането на L.A. Reid в компанията. На официалния им сайт те питат феновете си за това, което те искат да чуят в албума, и около 50% от тях искат да чуят Ейми Хайдеман да рапира.
В края на юни 2012, двамата влизат в студио, за да запишат своя дебютен студиен албум като си сътрудничат с продуцентите Warryn Campbell(Уорън Кембъл), Kane Beatz(Кейн Бетс), Jon Jon Traxx(Джон Джон Тракс), The Runners, Kwamé Holland(Куамие Холанд), D'Mile(Дернст Емайл), Oak и Andrew Wansel(Оук и Андрщю Вансел), Harvey Mason(Харви Мейсън), Tricky Stewart(Трики Стюарт), Rodney „Don Vito“ Richard(Родни Ричард), The Exclusives(Ексклузивс), J. R. Rotem(Джонатан Реувен), Sham 'Sak Pase' Joseph, Christian Rich(Крисчън Рич), Hit-Boy(Хит-Бой), The Fliptones(Флиптоунс), Kenneth „Soundz“ Coby(Кенет Коби), The Composer(Композиторът), Stargate(Старгейт продуценти), с помощта на писатели на песни Claude Kelly(Клаудия Келли), Elite(Елит), Redd Stylez(Ред СтайлЗ), Kevin McCall(Кевин МакКал), Audio Push(Аудио Пуш), Corey Houston(Кори Хюстън), Bonnie McKee(Бони МакКии), Kelly Sheehan(Кели Шиха), Heather Bright(Хедър Браит), Henry „Cirkut“ Walter(Хенри Уолтър) and Diane Warren(Диан Уарън). Хайдеман и Нунан работят много за да създават песни и разработват идеи които да са оригинални, докато се харесват на мнозинството. Същевременно се стремят да подпомагат развитието на поп музиката. Те цитират разбиране LA Reid на техния музикален фон, за да бъдат полезни в този процес. 
„Hello“ е пуснат на 7 май, може да се свали посредством цифрово изтегляне. 

## 2012-: дебютен студио албум
На 6 септември 2012 г., дуото потвърждава чрез Twitter, че те са в процес на първото си LP. Беше съобщено за първи път, че албумът ще бъде издаден през ноември 2012 г., но групата, заяви че албумът няма да излезе през ноември, a ще бъдат в студиото през целия месец ноември, за да го запише.
На 30 октомври 2012 г., беше обявено, че Karmin ще пее на SBS KPOP Super Concert.
На 3 декември 2012-януари 1, 2013, Karmin изпълнява като част от програмата на шоуто ABC network Dick Clark's New Year's Rockin' Eve '13 с Ryan Seacrest дуета изпя своя хит Hello.
На 1 януари 2013, Karmin изпълни в шоуто Good Morning America в мрежата на АВC песента Brokenhearted.
На 26 февруари 2013, дуета пусна студио кавъра на песента на Дрейк Started from the Bottom като промоционален сингъл. Той е издаден дигитално за свободно изтегляне. 
Една седмица по-късно те също пускат миш-маш студио кавър за Karate Chop/Sweet Dreams също като бъдещ промоционален сингъл. Издават го отново дигитално за свободно изтегляне. 

## Дискография

### EP-та
| Заглавие             | Детайли за албум                                                           | Диаграма на пиковите позиции | Диаграма на пиковите позиции | Продажби    |
| Заглавие             | Детайли за албум                                                           | Billboard 200 \|US           | Canadian Albums Chart \|CAN  | Продажби    |
| -------------------- | -------------------------------------------------------------------------- | ---------------------------- | ---------------------------- | ----------- |
| Inside Out           | - Пуснат: 10 май 2010 - Лейбъл: P.I.C. - Формат: EP, digital download      | –                            | —                            |             |
| The Winslow Sessions | - Пуснат: 16 февруари 2011 - Лейбъл: P.I.C. - Формат: EP, digital download | –                            | —                            |             |
| Hello                | - Пуснат: 4 май 2012 - Лейбъл: Epic - Формат: EP, digital download         | 18                           | 33                           | US: 19 000+ |

### Други албуми
| Заглавие              | Детайли за албум                                                                                |
| --------------------- | ----------------------------------------------------------------------------------------------- |
| Karmin Covers, Vol. 1 | - Пуснат: 24 май 2011 - Лейбъл: Karmin Music/The Complex Music Group - Формат: digital download |

### Сингли
| Година                                                             | Сингъл             | Диаграми на пикови позиции | Диаграми на пикови позиции      | Диаграми на пикови позиции             | Диаграми на пикови позиции | Диаграми на пикови позиции | Диаграми на пикови позиции | Диаграми на пикови позиции | Диаграми на пикови позиции                         | Диаграми на пикови позиции | Сертификати Лист на сертификати от музикални продажби | Албум            |
| Година                                                             | Сингъл             | Billboard Hot 100 \|US     | Hot Dance Club Songs \|US Dance | Mainstream Top 40 (Pop Songs) \|US Pop | ARIA Charts \|AUS          | Ultratop 50 \|BEL(Vl)      | Canadian Hot 100 \|CAN     | Irish Singles Chart \|IRL  | Recording Industry Association of New Zealand \|NZ | UK Singles Chart \|UK      | Сертификати Лист на сертификати от музикални продажби | Албум            |
| ------------------------------------------------------------------ | ------------------ | -------------------------- | ------------------------------- | -------------------------------------- | -------------------------- | -------------------------- | -------------------------- | -------------------------- | -------------------------------------------------- | -------------------------- | --- | ---------------- |
| 2011                                                               | „Crash Your Party“ | –                          | –                               | 36                                     | –                          | –                          | –                          | –                          | –                                                  | —                          | | Non-album single |
| 2012                                                               | „Brokenhearted“    | 16                         | 1                               | 10                                     | 9                          | 61                         | 19                         | 40                         | 5                                                  | 6                          | - Australian Recording Industry Association \|AUS: Platinum - Music Canada \|CAN: Platinum - Recording Industry Association of New Zealand \|NZ: Platinum - Recording Industry Association of America \|US: Platinum | Hello            |
| 2012                                                               | „Hello“            | 62                         | 1                               | 16                                     | 72                         | –                          | 72                         | –                          | 21                                                 | —                          | | Hello            |
| „—“ обозначава сингъл, който не е бил класиран или не е бил пуснат |                    |                            |                                 |                                        |                            |                            |                            |                            |                                                    |                            | |                  |

### Други сингли
- „Imagine“ – Сингъл с Jess Delgado, Tiffany Alvord, AJ Rafael, Dave Days, Sid Sriram & Dom Liberati (2 ноември 2010 г.)
- „6 Foot 7 Foot“ (Версия на живо) – Сингъл от Karmin Covers, Vol. 1 (26 април 2011 г.)
- „Look at Me Now (Песен на Крис Браун)“ (Live Version) – Сингъл от Karmin Covers, Vol. 1 (26 април 2011 г.)
- „Take It Away“ – Сингъл от The Winslow Sessions (27 май 2011 г.)
- „Super Bass“ (с участието на Куестлъв & Owen Biddle) – Сингъл (6 юни 2011 г.)
- „Sleigh Ride“ – Промоционален коледен сингъл (30 ноември 2012 г.)

## Етимология
Името на групата идва от латинската дума carmen, която означава „песен“, и думата „Karma“, правейки името Karmin.

## Награди и номинации
| Година | Номинирана работа | Награда                    | Номинация           | Резултат  |
| ------ | ----------------- | -------------------------- | ------------------- | --------- |
| 2011   | Karmin            | American Music Award       | New Media Honoree   | Печели    |
| 2012   | Karmin            | MTV O Music Awards         | Web Born Star       | Печели    |
| 2012   | Karmin            | Teen Choice Awards         | Breakout Group      | Номинация |
| 2012   | Karmin            | Teen Choice Awards         | Web Star            | Номинация |
| 2012   | Karmin            | PopRepublic It List Awards | Breakthrough Artist | Номинация |
| 2012   | Karmin            | PopRepublic It List Awards | Best Intl Group     | Номинация |
| 2012   | „Brokenhearted“   | PopRepublic It List Awards | Best Single         | Номинация |
| 2012   | „Hello“           | PopRepublic It List Awards | Best Album          | Номинация |